# Liste der Stolpersteine in Borger-Odoorn

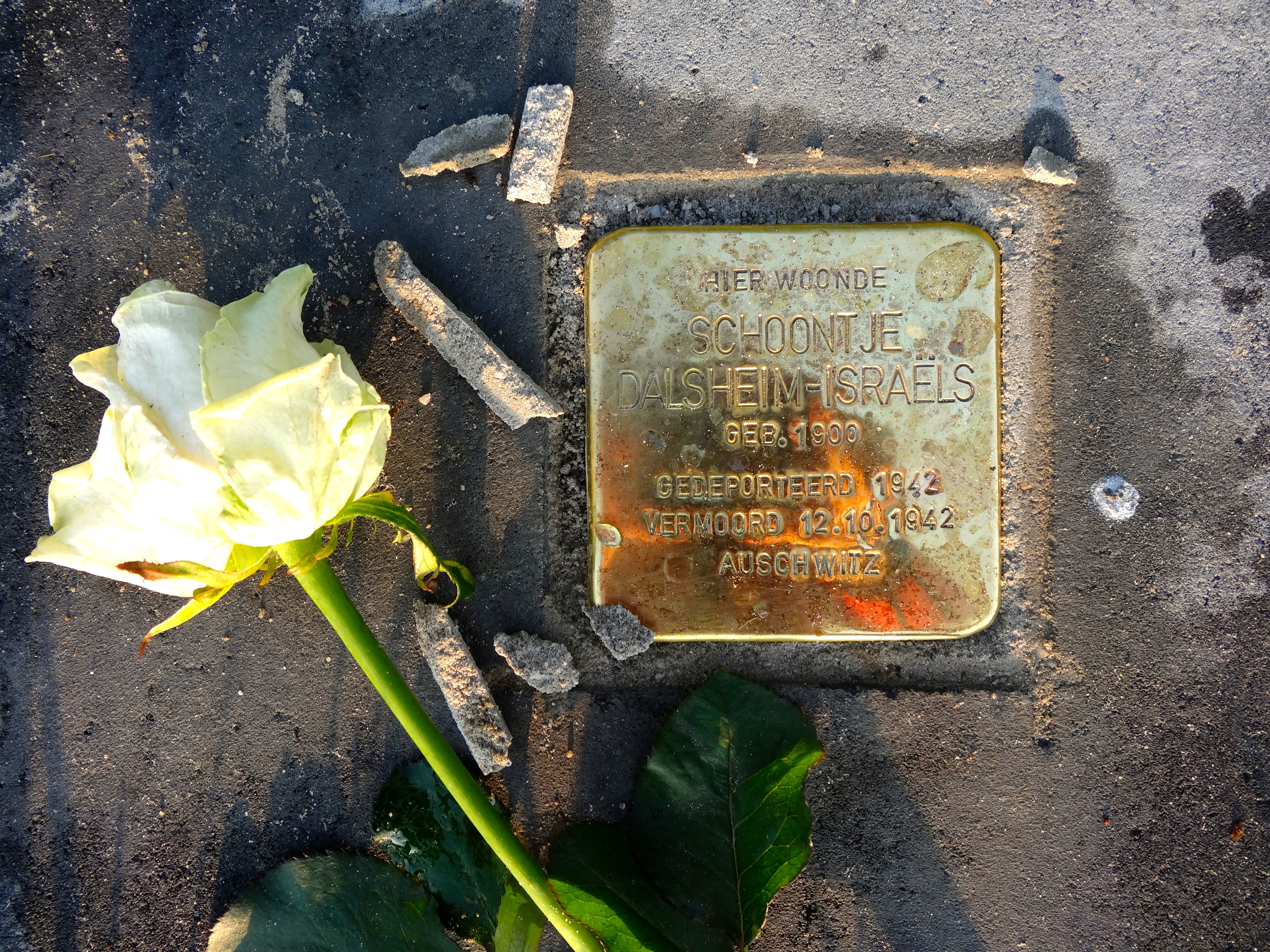
Stolperstein in Valthermond

Die Liste der Stolpersteine in Borger-Odoorn listet die Stolpersteine in der Gemeinde Borger-Odoorn im Osten der niederländischen Provinz Drenthe auf, die dort vom deutschen Künstler Gunter Demnig verlegt wurden. Stolpersteine erinnern an das Schicksal der Menschen, die von den Nationalsozialisten ermordet, deportiert, vertrieben oder in den Suizid getrieben wurden. Die Stolpersteine wurden vom Künstler zumeist selbst verlegt. Im Regelfall liegen die Stolpersteine vor dem letzten selbstgewählten Wohnort des Opfers. Stolpersteine werden auf Niederländisch struikelstenen genannt.
Die ersten Verlegung in dieser Gemeinde fand am 3. November 2014 in Valthermond statt.

## Verlegte Stolpersteine

### Drouwen
In Drouwen wurden sieben Stolpersteine an zwei Adressen verlegt.
| Stolperstein | Übersetzung                                                                              | Verlegeort              | Name, Leben |
| ------------ | ---------------------------------------------------------------------------------------- | ----------------------- | --- |
|              | HIER WOHNTE RACHEL BLOEMENDAAL GEB. 1939 DEPORTIERT 1942 ERMORDET 19.10.1942 AUSCHWITZ   | Drouwen, Hoofdstraat 21 | Rachel Bloemendaal wurde als 3-jährige vom NS-Regime ermordet, weil sie jüdischer Herkunft war. Sie wurde am 17. September 1939 in Amsterdam geboren, wo sie die ersten Kriegsjahren verbrachte. Ihre Eltern waren Meijer Bloemendaal (geboren 1914) und Mina geb. Cohen. 1940 kam ihr Bruder, Benjamin Mozes, zur Welt. Im September 1941 kam ihr Vater, der vom NS-Regime verhaftet und erst nach Buchenwald verschleppt worden war, im KZ Mauthausen ums Leben. 1942 wurde das Rachel Bloemendaal, Amsterdam war nicht mehr sicher, zu ihren Großeltern Cohen nach Drouwen gebracht. Die Befürchtungen erwiesen sich als berechtigt, denn wenig später wurden Mutter und Bruder von den deutschen Besatzern deportiert und in Auschwitz ermordet. Rachel war aber auch in Drouwen nicht sicher. Eine Nachbarin hatte sie den Behörden gemeldet und bekam für die Denunziation eine finanzielle Belohnung. Die Großeltern, weitere Familienmitglieder und Rachel wurden verhaftet und am 2. Oktober 1942 nach Westerbork verschleppt. Rachel Bloemendaal wurde am 19. Oktober 1942 im Vernichtungslager Auschwitz ermordet. |
|              | HIER WOHNTE BENJAMIN MOZES COHEN GEB. 1874 DEPORTIERT 1942 ERMORDET 22.10.1942 AUSCHWITZ | Drouwen, Hoofdstraat 21 | Benjamin Mozes Cohen wurde am 16. August 1874 in Borger geboren. Seine Eltern waren Mozes David Cohen (1841–1913) und Frouke Cohen-Naiwitter (1841–1925). Er hatte einen Bruder, David (geboren 1868), und drei Schwestern, Marchien (1871), Minkje (1873) und Mietje (1876). Er war Lumpenhändler und heiratete Naatje Korper (geboren 1886). Das Paar hatte vier Töchter, die Zwillinge Koosje und Vroukje (geboren 1920), Mina (1921) und Diena (1925). Die Familie war arm. Sie wohnten in Douwen im 'Jeud'n hoes'. Die Zwillinge waren geistig behindert. Seine Ehefrau ging hausieren. Zum Pessachfest bot sie Matze an und bekam im Gegenzug Eier. Benjamin Mozes Cohen wurde gemeinsam mit Frau und Kindern verhaftet und in das Vernichtungslager Auschwitz deportiert. Naatje Korper wurde am 19. September 1942 ermordet, Benjamin Mozes Cohen drei Tage später. Seine ganze Familie, auch die vier Kinder, wurde im Zuge der Shoah ermordet. |
|              | HIER WOHNTE DIENA COHEN GEB. 1925 DEPORTIERT 1942 ERMORDET 19.10.1942 AUSCHWITZ          | Drouwen, Hoofdstraat 21 | Diena Cohen (1925–1942) |
|              | HIER WOHNTE KOOSJE COHEN GEB. 1920 DEPORTIERT 1942 ERMORDET 19.10.1942 AUSCHWITZ         | Drouwen, Hoofdstraat 21 | Koosje Cohen (1920–1942) |
|              | HIER WOHNTE NAATJE KORPER GEB. 1886 DEPORTIERT 1942 ERMORDET 19.10.1942 AUSCHWITZ        | Drouwen, Hoofdstraat 21 | Naatje Korper, geboren 1886, wurde im Zuge der Shoah verhaftet, mit ihren Töchtern Koosje und Diena sowie der dreijährigen Enkeltochter Rachel in das Vernichtungslager Auschwitz deportiert und dort am 19. Oktober 1942 in einer der Gaskammern ermordet. Ihren Ehemann Benjamin Mozes Cohen wurde drei Tage später ebenfalls in einer Gaskammer ermordet. |
|              | HIER WOHNTE ROSA NIJVEEN GEB. 1891 DEPORTIERT 1943 ERMORDET 23.4.1943 SOBIBOR            | Drouwen, Alinghoek 13   | Rosa Nijveen wurde am 15. Juni 1891 in Drouwen, Vondeling, geboren. Ihre Eltern waren Simon Jonas Nijveen und Froukje Neuwitter, Hausfrau vom Beruf, die am 8. September 1887 in Borger geheiratet hatten. Rosa Nijveen betreute ihren Vater, der herzkrank war. Anfang 1943 wurden Vater und Tochter von Westerbork aus nach Sobibor deportiert. Unmittelbar nach ihrer Ankunft am 23. April 1943 wurden beide in einer Gaskammer ermordet. |
|              | HIER WOHNTE SIMON JONAS NIJVEEN GEB. 1858 DEPORTIERT 1943 ERMORDET 23.4.1943 SOBIBOR     | Drouwen, Alinghoek 13   | Simon Jonas Nijveen wurde am 24. November 1858 in Gieten geboren. Er war schwer herzkrank und wurde von seiner Tochter Rosa betreut. Anfang 1943 wurden er und seine Tochter von Westerbork aus in das Vernichtungslager Sobibor deportiert. Dort wurden beide am 23. April 1943 ermordet. |

### Valthermond
| Stolperstein | Übersetzung                                                                                    | Verlegeort                 | Name, Leben |
| ------------ | ---------------------------------------------------------------------------------------------- | -------------------------- | --- |
|              | HIER WOHNTE SCHOONTJE DALSHEIM-ISRAËLS GEB. 1900 DEPORTIERT 1942 ERMORDET 12.10.1942 AUSCHWITZ | Valthermond, Kavelingen 60 | Schoontje Dalsheim-Israëls wurde am 3. Juli 1900 in Leek als Tochter von Simon Freerk Israëls und Lea van Haren-Benninga geboren. Sie hatte zumindest eine Schwester, Katja, geboren am 20. Juni 1901. Der Vater starb 1923. Sie heiratete Mozes Dalsheim, geboren am 2. August 1895 in Nieuwe Pekela. Dalsheim-Israëls wurde verhaftet, deportiert und am 12. Oktober 1942 im Vernichtungslager Auschwitz ermordet. Ihre Mutter wurde am 23. November 1942 ebenfalls in Auschwitz umgebracht. Die Schwester wurde gemeinsam mit ihrer neunjährigen Tochter am 20. März 1943 im Vernichtungslager Sobibor ermordet. Auch Schoontje Dalsheim-Israëls' Schwager und zahlreiche weitere Verwandte verloren im Zuge der Shoah ihr Leben. Ein Stolperstein für ihre Mutter wurde in Middelstum verlegt. |

## Verlegungen
- 3. November 2014: Valthermond[13]
- 1. Oktober 2021: Drouwen (wurden im April 2021 zugesandt)[14][15]